# Eustenancistrocerus iratus
Eustenancistrocerus iratus är en stekelart som beskrevs av Giordani Soika 1990. Eustenancistrocerus iratus ingår i släktet Eustenancistrocerus och familjen Eumenidae. Inga underarter finns listade i Catalogue of Life.